# Laurin Mack
Laurin Mack (* 17. Dezember 2003 in Emmendingen) ist ein deutscher Fußballspieler. Er stand zuletzt als Torwart beim SC Freiburg unter Vertrag und spielte für die zweite Mannschaft des Klubs.

## Karriere
Mack ging seine ersten Schritte im Jugendfußball beim FC Emmendingen. 2014 wechselte er in die Jugendabteilung des Bundesligisten SC Freiburg. Dort durchlief er alle Juniorenmannschaften und komplettierte zur Saison 2022/23 das Torhüterteam der zweiten Mannschaft, hinter Noah Atubolu und Niklas Sauter. Sein Pflichtspieldebüt gab er schließlich am 2. September 2023, als er bei der 0:2-Niederlage im Drittligaspiel gegen Rot-Weiss Essen in der Schlussphase für den verletzten Benjamin Uphoff eingewechselt wurde. Anfang Januar 2024 wurde die Vertragsauflösung bekannt gegeben und Mack zog zum Studium an der University of Maryland in die USA. Seitdem spielt er für die Maryland Terrapins, die die Universität vertreten.